# Novodinia novaezelandiae
Novodinia novaezelandiae är en sjöstjärneart som först beskrevs av H.E.S. Clark 1962.  Novodinia novaezelandiae ingår i släktet Novodinia och familjen Brisingidae. Inga underarter finns listade i Catalogue of Life.